# KkStB Wasserwagen 0.5
Der kkStB 0.501 war ein Wasserwagen der k.k. Staatsbahnen Österreichs, der ursprünglich für die Böhmische Nordbahn (BNB) beschafft wurde.
Die kkStB bezeichnete ihn im Zuge der Verstaatlichung als 0.501.
Der Wagen war ungebremst.